# Makrešane
Makrešane (en serbe cyrillique : Макрешане) est une localité de Serbie située sur le territoire de la Ville de Kruševac, district de Rasina. Au recensement de 2011, elle comptait 1 402 habitants.
Makrešane est officiellement classé parmi les villages de Serbie.

## Démographie

### Évolution historique de la population
| 1948  | 1953  | 1961  | 1971  | 1981  | 1991  | 2002  | 2011  |
| ----- | ----- | ----- | ----- | ----- | ----- | ----- | ----- |
| 1 620 | 1 713 | 1 818 | 1 806 | 1 855 | 1 772 | 1 618 | 1 402 |

|  |